# کلیتون (مریلند)
کلیتون، مریلند (به انگلیسی: Clayton, Maryland) یک محدوده ثبت‌نشده در ایالات متحده آمریکا است که در شهرستان هارفورد، ایالت مریلند است.